# De Constantia Sapientis
De Constantia Sapientis ("Sobre a Constância do Sábio") é uma obra em latim do filósofo estoico Sêneca (4 a.C.-65 d.C.). A obra celebra a serenidade do sábio estoico ideal que, com firmeza interior, é imune às injúrias e adversidades. É dirigido ao seu amigo Aneu Sereno e foi escrito entre os anos 47 e 62, sendo um dos três diálogos endereçados a Sereno, que também inclui “Sobre a tranquilidade da alma” e “Sobre o ócio”.

## Tema e estrutura
O ensaio apresenta a ideia do sábio estoico em termos claros e práticos: ele é um modelo a ser almejado, mas é uma figura plausível. De certa forma, o papel do sábio no estoicismo é semelhante ao de Jesus Cristo ou Buda: mostrar o caminho. Contudo Sêneca deixa claro que está falando de pessoas reais ao mencionar uma em particular, Marco Catão. Sêneca começa o ensaio lembrando seu amigo que o progresso requer esforço, mas que, tornar-se um estoico, não é tão difícil quanto muitos acreditam. Diz que coisas difíceis parecem impossíveis aos olhos dos não iniciados, mas uma vez iniciada a jornada, descobre-se o caminho.
Na obra é feita a distinção entre iniuria (injúria) e contumelia (insulto), seguindo o ensaio com discussões sobre a natureza dos dois temas, mostrando que o sábio é imune tanto a insultos quanto a injúrias. Apesar das palavras soarem como sinônimos atualmente, Sêneca as usa de forma distinta “deixe-nos distinguir injúria e insulto. O primeiro é naturalmente o mais doloroso, o segundo menos importante, e doloroso apenas para os de pele fina, pois enfurece os homens, mas não os fere…”.(V,1)
Outra característica do sábio é que ele está livre do medo, pois o medo se origina na percepção de que a pessoa pode ser ferida, mas como já vimos, nada pode realmente ferir o sábio.
Tudo considerado, a imagem do sábio que emerge deste texto é, como prometido no início, a de alguém que pode, com esforço, ser copiado. A sabedoria não é inalcançável e lutar por ela é certamente o objetivo do estudante de estoicismo, ou seja, todos nós que somos imperfeitos.

## Trechos
“Não venha dizer, tal como é seu costume, que esse nosso sábio não existe em lugar algum. Não somos nós que projetamos essa fantasmagoria gloriosa do gênero humano, nem é ela mera idealização grandiosa de uma figura fictícia. […] Além do mais, esse mesmo Catão que motivou toda essa nossa explanação, receio que até supere o modelo em pauta.” (VII, 1)
"muitas serras vistas de muito longe parecem íngremes e agrupadas, porque a distância engana nossa visão, e então, à medida que nos aproximamos, aquelas mesmas serras que nossos olhos equivocados haviam unido se desdobram gradualmente, aquelas partes que pareciam precipitadas de longe, assumem um contorno suavemente inclinado.” (I, 2)

“Algumas outras coisas atingem o sábio, embora não abalem seus princípios, como a dor e a fraqueza corporal, a perda de amigos e filhos e a ruína de seu país em tempos de guerra. […] Não negamos que é uma coisa desagradável ser espancado ou golpeado, ou perder um de nossos membros, mas dizemos que nenhuma dessas coisas são injúrias. Não lhes tiramos a sensação de dor, mas o nome de “injúria”, que não pode ser atribuído enquanto a nossa virtude estiver intacta.” (X,4 e XVI,2)

### Traduções
- Alexandre Pires Vieira. Sobre a Constância do Sábio. 2020, Montecristo Editora. ISBN 9781619651791